# Guldtetra
Guldtetra (Hemigrammus rodwayi) är en fiskart som beskrevs av Durbin, 1909. Guldtetra ingår i släktet Hemigrammus och familjen Characidae. Inga underarter finns listade i Catalogue of Life.